# Contrail (安室奈美恵の曲)
「Contrail」（コントレイル）は、日本の元女性歌手、安室奈美恵の2作目の配信限定シングル。

## 解説
配信リリースとしては、前作『Damage』から4ヶ月ぶりのリリースとなる。今作から10月までは、配信規格限定でのシングルリリースが展示された。
同曲は2013年4月に、TBS系日曜劇場枠のドラマ『空飛ぶ広報室』の主題歌として書き下ろされた。

## 収録曲
作詞・作曲・編曲：Nao'ymt
1. Contrail [4:14]
TBS系日曜劇場『空飛ぶ広報室』主題歌